# Microtis unifolia
Microtis unifolia là một loài thực vật có hoa trong họ Lan. Loài này được (G.Forst.) Rchb.f. mô tả khoa học đầu tiên năm 1871.

## Hình ảnh

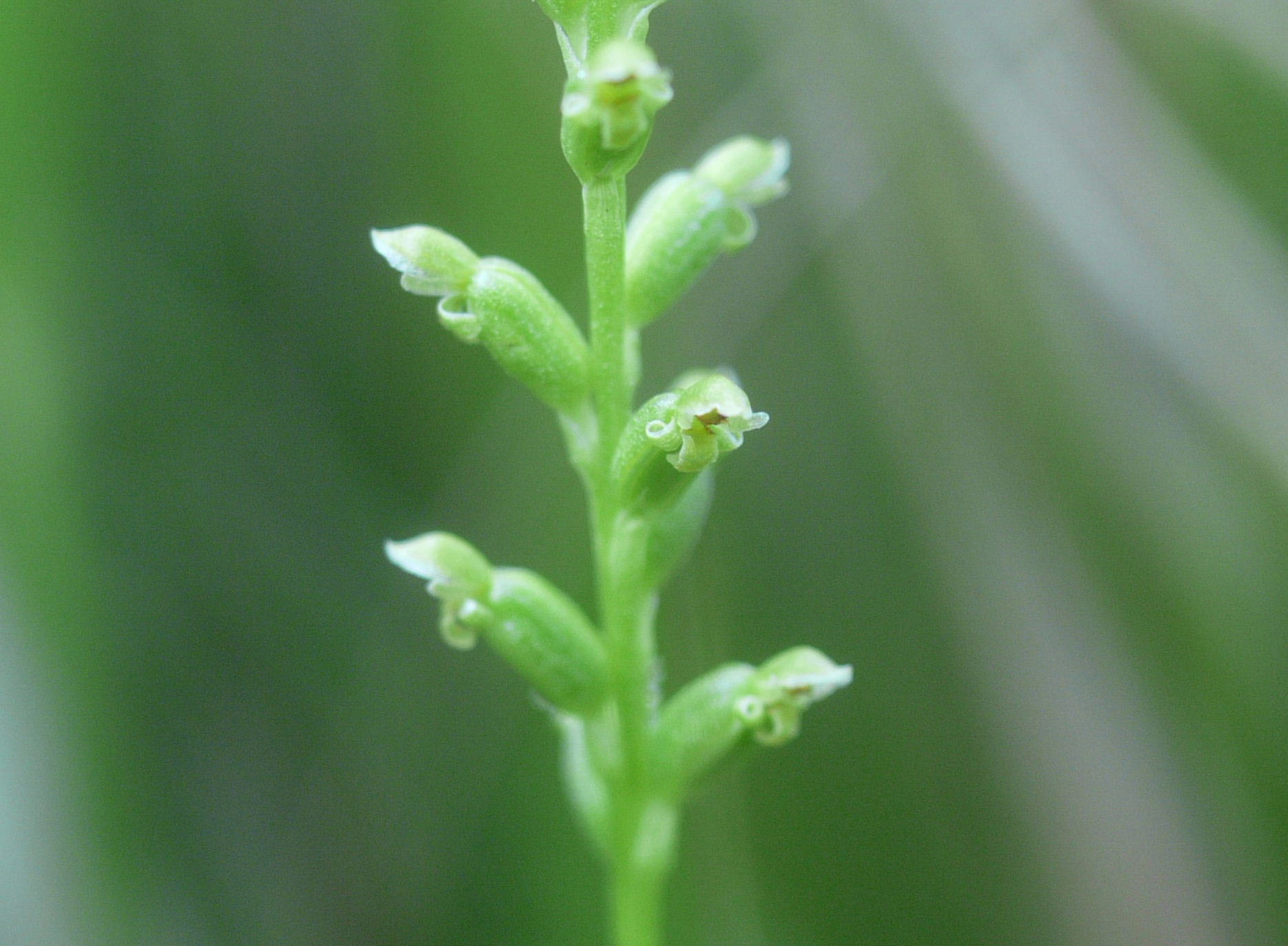
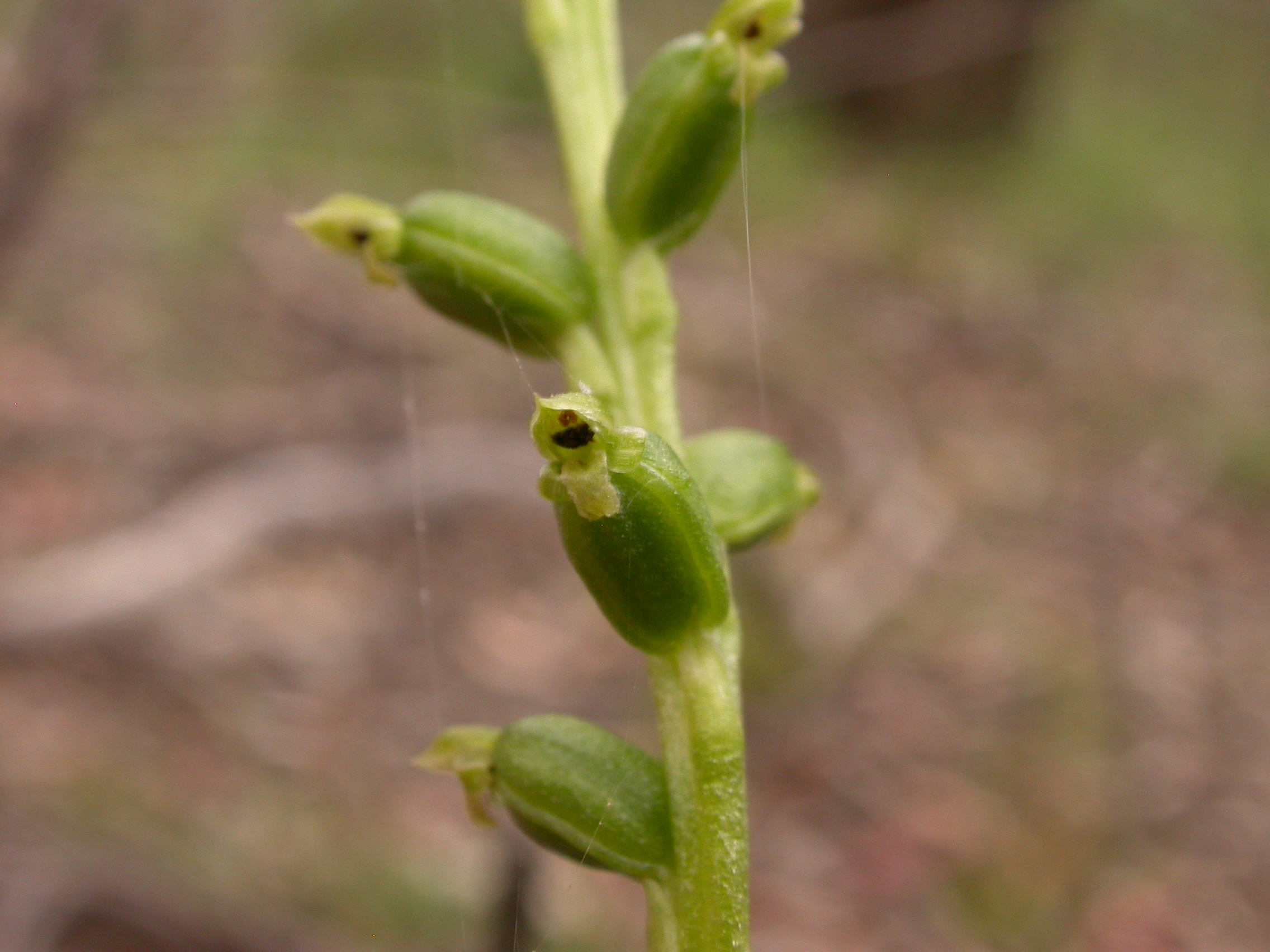
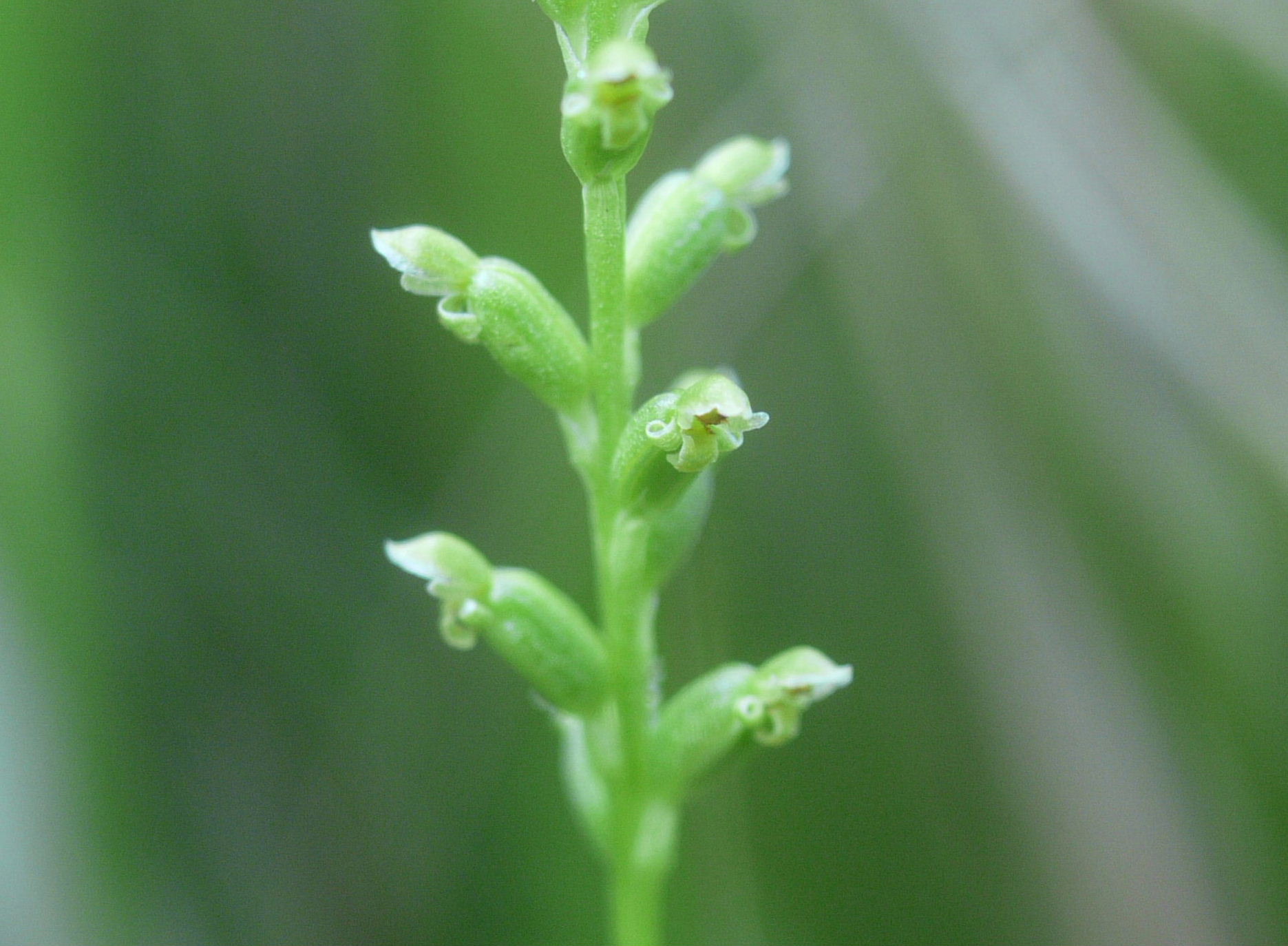